# Politeismo
Con il termine politeismo si individuano e si classificano nella storia delle religioni quelle dottrine che ammettono l'esistenza di più entità destinatarie di un culto. Il politeismo esprime un sentimento religioso che di solito si contrappone a tutte le religioni monoteiste che si identificano nelle quattro religioni storiche dello zoroastrismo, dell'ebraismo, del cristianesimo, dell'islam. Si crede che sia originato nei territori della Mesopotamia circa 5000 anni fa. Un'altra teoria dell'origine di questa religione è sui territori dell'attuale India, nel 2500 a.C. 

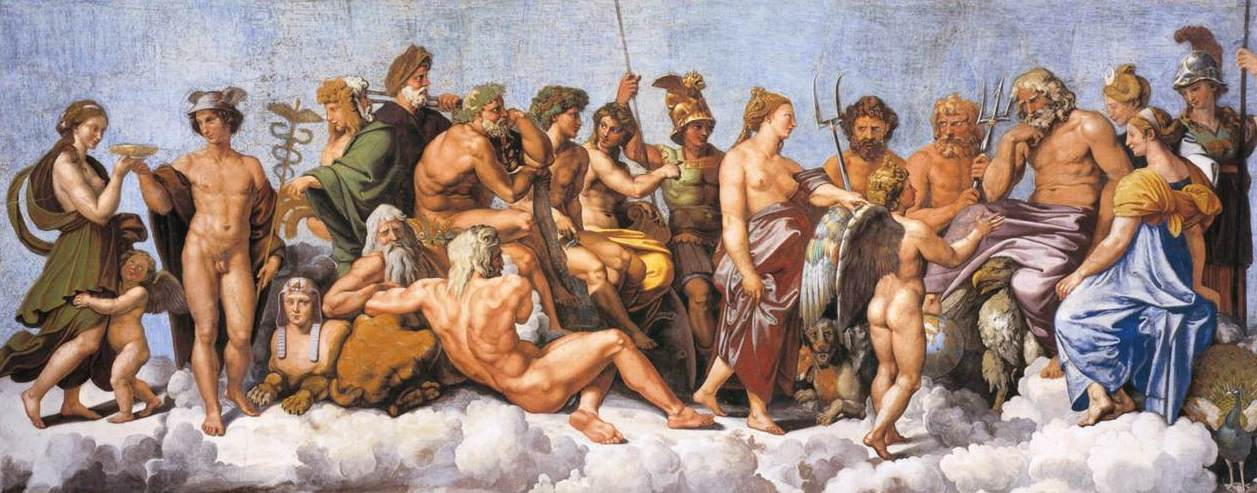
Concilio degli dèi, opera di Raffaello nella Loggia di Psiche, Villa Farnesina, Roma

## Politeismo e enoteismo
Nel politeismo può accadere che la pluralità delle divinità che lo rappresentano si riferisca in forme di subordinazione a un'unica divinità, un numen dai superiori poteri diffusi negli elementi naturali e non necessariamente personificata in un dio preciso, come per esempio nel "padre degli dei"
È infatti da tenere presente che «Le pretese "tendenze monoteistiche" che si sono volute trovare in seno a varie religioni politeistiche — egizia, babilonese, assira, cinese, greca, ecc. — rappresentano tutt'al più uno pseudo-monoteismo, in quanto si riducono sia alla supremazia di una divinità sulle altre, sia all'assorbimento di varie divinità in una sola, ma sempre in modo che accanto alla divinità suprema ne sussistono altre (inferiori), e con ciò il politeismo non si può certo dire superato.»
Si tratta in questo caso dell'enoteismo, una forma di culto intermedia tra politeismo e monoteismo, in cui è venerata in particolar modo una singola divinità, senza tuttavia negare l'esistenza di altri dei, di cui però di solito è sottolineata l'estraneità e/o l'inferiorità.

## Etimologia
Il termine "politeismo" è stato inventato da Filone d'Alessandria, ma è attestato nelle lingue moderne per la prima volta nel francese (polythéisme) a partire dal XVI secolo; fu coniato dal giurista e filosofo francese Jean Bodin, e utilizzato per la prima volta nel suo De la démonomanie des sorciers (Parigi, 1580), per poi comparire nei dizionari come il Dictionnaire universel françois et latin (Nancy 1740), il Dictionnaire philosophique di Voltaire (Londra 1764) e l'Encyclopédie di D'Alembert e Diderot (seconda metà del XVIII secolo), la cui voce polytheisme è curata dallo stesso Voltaire. Utilizzato in ambito teologico in opposizione a quello di "monoteismo"; entra nella lingua italiana nel XVIII secolo.
Il termine polythéisme è formato da termini derivati dal greco antico: πολύς (polys) + θεοί (theoi) ad indicare "molti dèi"; quindi da polytheia, termine coniato dal filosofo giudaico di lingua greca Filone di Alessandria (20 a.C.-50 d.C.) per indicare la differenza tra l'unicità di Dio nell'Ebraismo rispetto alla nozione pluralistica dello stesso propria di molte religioni antiche, tale termine fu poi ripreso dagli scrittori cristiani (ad esempio da Origene in Contra Celsum).

## La nozione di politeismo nella storia delle religioni
Nella storia delle religioni del XIX secolo, in particolare nella scuola evoluzionistica, il politeismo è stato considerato come preceduto da forme di religiosità arcaica che si esprimevano non nei confronti di divinità, ma verso oggetti inanimati (feticismo) o generici spiriti (animismo) o demoni (polidemonismo), ma anche totem (totemismo), o forze impersonali (mana, preanimismo) oppure con la costruzione di una religiosità fondata su riti magici (dinamismo magicorituale). Solo con la Rivoluzione urbana sarebbe sorto il politeismo come culto di esseri divini per lo più in forme antropomorfe.
La teoria elaborata dalla "scuola dell'Urmonotheismus" (fondata da Wilhelm Schmidt, e per questo indicata anche come Scuola di Vienna), sostenne invece che la religiosità antica era rappresentata inizialmente dal monoteismo che si alterò successivamente in un politeismo dove i vari dèi rappresentavano o le caratteristiche principali dell'unica divinità iniziale o uomini illustri divinizzati, o la personificazione di fenomeni naturali divinizzati.
Rispetto alle altre forme religiose pluraliste, con il politeismo si afferma l'esigenza di una maggiore caratterizzazione e precisione dell'entità spirituale, tale che ciascuna divinità si riferisca a un particolare aspetto del mondo terreno e che sia collegata ad altre divinità, in modo da costituire un universo personificato quanto più collegato e ordinato, così che tramite il culto, il credente possa entrare in contatto con esso. Il politeismo si diffonderebbe dunque in quelle società organizzate che si esprimono in diversi campi dì azione che necessitano di essere armonicamente organizzati. 
Un microcosmo, quello della società umana, che cerca corrispondenza con l'universo ordinato, con il macrocosmo divino.

## La nozione di politeismo nella filosofia

### Nella filosofia occidentale
Secondo Nicola Abbagnano, il politeismo è presente quando viene distinto il concetto di Dio da quello di divinità. Infatti si stabilisce una analogia tra divinità e umanità: come ci sono tanti uomini che partecipano dell'umanità, così ci sono tanti dèi che partecipano della divinità. Di conseguenza sono politeistiche molte filosofie comunemente utilizzate, specialmente nel Medioevo, al fine di dimostrare l'esistenza di un unico Dio, p. es. quella di Platone, di Aristotele e di Plotino. Si può dire che il politeismo appare estremamente radicato nel pensiero filosofico occidentale classico, mentre decade nel Medioevo cristiano e nell'era moderna scientifica spesso atea, sebbene abbia sempre conservato notevoli influenze (si vedano ad esempio le intelligenze angeliche presenti in molte speculazioni cristiane, retaggio delle intelligenze celesti di Aristotele).

### Nella filosofia greca (Politeismo ellenico)
Per esempio, nel pensiero di Platone è teorizzata una divinità. il Demiurgo o Artefice, il quale plasma il cosmo intero dando origine a degli "dei generati" (questa è la definizione che ne dà nel Timeo) identificati con gli astri; ad essi il Demiurgo affida il compito di generare gli altri esseri viventi, che saranno mortali. Platone quindi riconosce una molteplicità di dei, sebbene subordinati al loro Artefice; bisogna notare tuttavia che la questione del divino è complessa in Platone, in quanto lo stesso Generatore dell'Universo è inferiore all'unico principio ideale del Sommo Bene (altresì detto Uno), anch'esso di natura divina. Per questa ragione, parlando del Divino Artefice, Platone utilizza l'espressione ó théos "il dio", e non "Dio", in modo da indicare un ente che partecipa della natura divina dell'Uno.
Secondo Aristotele, la dimostrazione dell'esistenza del primo motore vale anche per i motori (cioè le divinità) delle sfere celesti, il cui numero è 47 o 55, a seconda dell'assegnazione o meno di moti inversi al sole e alla luna. Infatti nella sua visione teleologica della natura ogni moto deve avere un fine, e di conseguenza una sostanza di natura divina. Queste divinità sono subordinate al primo motore ma hanno comunque lo stesso suo rango. Il politeismo di Aristotele è evidente anche nel suo continuo riferirsi a "dèi" e nell'individuare nelle credenze popolari il concetto di un divino che permea tutta la natura, convinzione che secondo Aristotele coincide con uno degli insegnamenti tradizionali più importanti e cioè che le sostanze prime sono dèi.
Anche Plotino e i neoplatonici quando parlano di unità divina non intendono escluderne la molteplicità. L'Uno è la fonte dalla quale scaturiscono tutte le altre realtà e raccoglie il molteplice in sé stesso. Proprio la presenza di una molteplicità di dèi è il segno della potenza divina. Infatti:
Non restringere la divinità ad un unico essere, farla vedere così molteplice come essa stessa si manifesta, ecco ciò che significa conoscere la potenza della divinità, capace, pur restando quell che è, di creare una molteplicità di dèi che si connettono con essa, esistono per essa e vengono da essa.
In conclusione, sembra evidente che nei pensatori dell'antichità, l'unità del divino non contraddica la sua molteplicità, così come l'esistenza di una gerarchia tra gli dèi e la funzione preminente di uno di essi (il Demiurgo di Platone, il Primo Motore di Aristotele, il Sommo Bene di Plotino) non comporta l'identità fra divinità e Dio e non è quindi un monoteismo.

### Nella filosofia medievale
Il politeismo (almeno come filosofia) non è scomparso con l'affermazione ufficiale del monoteismo cristiano; al contrario, se ne è avuta la ricorrente risorgenza nel pensiero occidentale sin dal Medioevo.
Gli esempi più antichi sono quelli di Giovanni Scoto Eriugena, con la sua dottrina di ispirazione neoplatonica sulle quattro nature, e Gilberto di Poitiers (XII secolo) che distinguendo fra deitas e Deus interpretava la Trinità come un triteismo (cioè come tre dèi, anziché tre persone di un'unica divinità come sostiene la dottrina cattolica). Anche Gioacchino da Fiore, probabilmente sulla scia di Gilberto, inclinava al triteismo.
D'altronde il triteismo era già stato sostenuto in occidente anche da Roscellino nell'XI secolo: secondo Anselmo d'Aosta, Roscellino sosteneva che le tre persone della Trinità sono tre realtà come tre angeli e tre anime, sebbene siano identiche assolutamente per volontà e potenza.
Nell'oriente greco-ortodosso sostennero il triteismo Giovanni Filopono e Stefano Gobaro nel VI secolo

### Nella filosofia moderna
Contrariamente a quel che si pensa, il politeismo è stato difeso anche da filosofi moderni. Uno di questi è David Hume, secondo il quale il passaggio dal politeismo al monoteismo è dovuto non ad una profonda riflessione filosofica ma alla necessità di tenersi buona la divinità adulandola, e il culto di una singola divinità condurrebbe all'intolleranza e alla persecuzione degli altri culti perché considerati empi ed assurdi.
Il politeismo, invece, rende impossibile l'intolleranza perché ammette senza problemi l'esistenza delle divinità di altre tradizioni o nazioni. Inoltre è più accettabile da un punto di vista razionalistico perché comprende solo una moltitudine di storie le quali, per quanto prive di fondamento, non implicano alcuna assurdità espressa e contraddizione dimostrativa.
Dopo Hume, anche altri filosofi hanno posto l'accento sulla superiorità del politeismo sul monoteismo, come William James e Charles Renouvier. Renouvier, in particolare, affermava che il politeismo fosse l'unico rimedio contro il fanatismo religioso e l'assolutismo filosofico, e non lo riteneva comunque inconciliabile con l'unità del divino, in quanto l'Uno sarebbe comunque la prima delle persone divine. Infatti: 
Il progresso della vita e della virtù popola l'universo di persone divine e saremo fedeli a un sentimento religioso antico e spontaneo quando chiameremo dèi quelle tra loro di cui crediamo di poter onorare la natura e benedire le opere.
Secondo Hegel, poi, le istituzioni storiche (e soprattutto lo Stato) sono divinità vere e proprie perché in esse si realizza la ragione autocosciente: Lo Stato è la volontà divina in quanto attuale spirito esplicantesi a forma reale e ad organizzazione di un mondo.
Anche le dottrine panteistiche, però, hanno un carattere politeista in quanto tendono a diffondere il divino su un certo numero di enti, distinguendo fra divinità e Dio e indebolendo la separazione tra gli enti stessi. Tra i panteismi moderni tendenzialmente politeistici troviamoo le dottrine di Henri Bergson, di Samuel Alexander e di Alfred Whitehead. Queste dottrine, infatti, affermano che la divinità sarà realizzata dal mondo, per cui al momento della realizzazione la divinità sarà necessariamente costituita da una molteplicità di enti divini.
Bergson identifica Dio con lo sforzo che la vita stessa compie per procedere alla creazione di nuove forme, migliori di quelle di partenza. L'umanità sarebbe la punta avanzata di questo sforzo creativo della vita e da essa verrebbe in futuro il suo stesso rinnovamento e la ripresa della funzione essenziale dell'universo, che è una macchina per fare gli dèi. In ogni caso bisogna notare che Bergson utilizzò questa espressione in senso analogico, riferendosi alla possibilità dell'uomo di oltrepassare i suoi propri limiti e divenire quindi un grande uomo d'azione, spiccatamente morale e certo in qualche modo divino, perché espressione più pura dello slancio vitale della vita. Inoltre, è vero che Bergson considerava Gesù uno di questi uomini e che nella vecchiaia desiderò convertirsi al Cristianesimo, sebbene non l'abbia poi fatto per solidarietà con le popolazioni semite che iniziavano ad essere perseguitate (v. Henri Bergson).
Alexander sostiene che Dio può realizzarsi solo se si incorpora nel mondo. Infatti:
Dio è l'intero mondo in quanto possiede la qualità della deità. Di questo essere l'intero mondo è il corpo, la deità è lo spirito. Ma il possessore della deità non è reale ma ideale: come un esistente reale Dio è il mondo infinito nel suo nisus verso la deità, o, per adottare una frase di Leibniz, in quanto è gravido della deità.
In pratica, secondo una metafora di Alexander, Il mondo dovrà partorire Dio, vale a dire che nel corso dell'evoluzione naturale la deità si manifesterà incorporandosi in un certo numero di esseri.
Sulla stessa linea si colloca il pensiero di Whitehead che per esprimerlo ricorre ad una serie di antitesi:
È vero sia che Dio è permanente e il mondo fluente. È vero sia che Dio è uno e il mondo molti, sia che il mondo è uno e Dio molti. È vero sia che il mondo, in confronto di Dio, è eminentemente reale, sia che Dio, in confronto col mondo, è eminentemente reale. È vero sia che il mondo è immanente in Dio, sia che Dio è immanente nel mondo. È vero sia che Dio trascende il mondo, sia che il mondo trascende Dio. È vero sia che Dio crea il mondo, sia che il mondo crea Dio; si tratta di una reciproca attesa, in quanto sia il mondo che Dio stesso attendono l'uno dall'altro la propria realizzazione:
Il mondo è la molteplicità delle attualità finite che cercano una perfetta unità. Né Dio né il mondo raggiungono un completamento statico. Entrambi sono nella morsa dell'ultimo fondamento metafisico, l'avanzamento creativo verso il nuovo. Ognuno di essi, sia Dio che il mondo, è lo strumento della novità dell'altro.
Secondo Max Weber, l'uomo deve prendere posizione tra i diversi valori o sfere di valori ("dèi"), i quali lottano fra loro ma nessuno di essi vince mai definitivamente. Secondo Weber il politeismo è costituito da questa lotta, per cui il mondo dell'esperienza rimane sempre politeistico e non diventa mai monoteistico.
Nel tardo Novecento, Odo Marquard ha fatto l'elogio del politeismo, interpretandolo come espressione del pluralismo postmoderno.